# República Centro-Africana nos Jogos Olímpicos

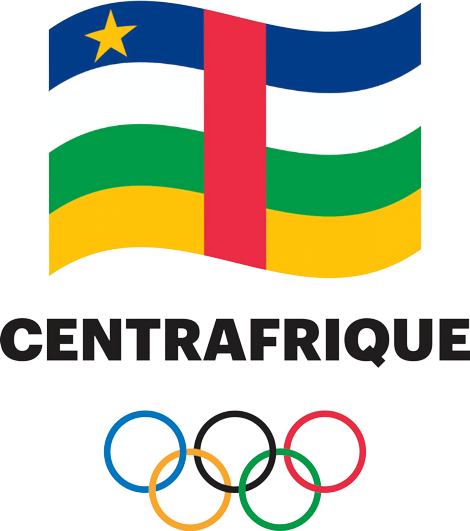
Bandeira da República Centro Africana com o Escudo Olímipico

A República Centro-Africana tem enviado atletas para todos os Jogos Olímpicos de Verão organizados entre 1984 e 2008, além de ter tido sua estreia olímpica em 1968. O país, todavia, ainda tenta conseguir a sua primeira medalha Olímpica. Nenhum atleta da República Centro-Africana competiu nas Olimpíadas de Inverno.

## Quadros de medalhas

### Quadro de Medalhas por Jogos de Verão
| Jogos                 | Atletas        | Ouro | Prata | Bronze | Total | Posição |
| 1968 Cidade do Mexico | 1              | 0    | 0     | 0      | 0     | -       |
| 1972-1980             | Não Participou |      |       |        |       |         |
| 1984 Los Angeles      | 3              | 0    | 0     | 0      | 0     | -       |
| 1988 Seul             | 15             | 0    | 0     | 0      | 0     | -       |
| 1992 Barcelona        | 16             | 0    | 0     | 0      | 0     | –       |
| 1996 Atlanta          | 5              | 0    | 0     | 0      | 0     | –       |
| 2000 Sydney           | 3              | 0    | 0     | 0      | 0     | –       |
| 2004 Atenas           | 4              | 0    | 0     | 0      | 0     | –       |
| 2008 Beijing          | 3              | 0    | 0     | 0      | 0     | –       |
| 2012 Londres          | 6              | 0    | 0     | 0      | 0     | –       |
| 2016 Rio de Janeiro   | 6              | 0    | 0     | 0      | 0     | –       |
| 2020 Tóquio           | Evento Futuro  |      |       |        |       |         |
| Total                 | Total          | 0    | 0     | 0      | 0     | -       |